# Keurosing
Keurosing é um filme sul-coreano de 2008, do gênero drama, dirigido por Kim Tae-kyun. 
Rebatizado em inglês como Crossing, foi inscrito para representar a Coreia do Sul na edição do Oscar 2009, organizada pela Academia de Artes e Ciências Cinematográficas.

## Elenco
- Cha In-pyo - Kim Yong-soo
- Sin Myeong-cheol - Kim Joon
- Seo Young-hwa - esposa de Yong-soo
- Jung In-gi - Sang-cheol
- Joo Da-young - Mi-seon